# Rhinobatos typus
Rhinobatos typus és un peix de la família dels rinobàtids i de l'ordre dels rajiformes.

## Morfologia
Pot arribar als 270 cm de llargària total.

## Reproducció
És ovovivípar.

## Distribució geogràfica
Es troba des de les costes de Tailàndia fins a Nova Guinea, Salomó i Austràlia.